# Рајстинг
Рајстинг (њем. Raisting) општина је у њемачкој савезној држави Баварска. Једно је од 34 општинска средишта округа Вајлхајм-Шонгау. Према процјени из 2010. у општини је живјело 2.246 становника. Посједује регионалну шифру (AGS) 9190144.

## Географски и демографски подаци
Рајстинг се налази у савезној држави Баварска у округу Вајлхајм-Шонгау. Општина се налази на надморској висини од 553 метра. Површина општине износи 22,0 km². У самом мјесту је, према процјени из 2010. године, живјело 2.246 становника. Просјечна густина становништва износи 102 становника/km².